# كارستن هينيغ
كارستن هينيغ (بالألمانية: Carsten Hennig)‏ هو لاعب كرة قدم ألماني، ولد في 6 نوفمبر 1976 في ماينتس في ألمانيا. لعب مع آينتراخت فرانكفورت وإف إس في فرانكفورت.

## وصلات خارجية
- كارستن هينيغ على موقع بيانات كرة القدم. دي إي (الألمانية)
- كارستن هينيغ على موقع عالم كرة القدم.نت (الإنجليزية)